# Bulinus browni
Bulinus browni е вид коремоного от семейство Planorbidae.

## Разпространение
Видът е разпространен в Кения.